# Remo Forrer
Remo Forrer (født 5. september 2001 i Hemberg, Schweiz) er en schweizisk sanger. Han slog igennem musikalsk i 2020, da han vandt tredje sæson af The Voice of Switzerland. Han skal repræsentere Schweiz i Eurovision Song Contest 2023 i Liverpool med sangen "Watergun".